# 中村由利 (歌手)
中村 由利（なかむら ゆり、7月4日 - ）は、日本の女性シンガーソングライター、作曲家。GARNET CROWのボーカリストで、全楽曲の作曲を手がけた。愛称は「ゆりっぺ」。血液型O型。声域はアルト。1999年から2013年までGARNET CROWのボーカル・作曲担当としての活動が中心であった。

## 経歴

### 略歴
- 1999年12月4日、GARNET CROWのボーカルとしてインディーズデビュー。
- 2000年3月29日、GARNET CROWのボーカルとしてメジャーデビュー。
- 2001年12月5日に発売されたCDアルバム『GIZA studio R&B RESPECT Vol.1 -six sisters selection-』内にて、初のソロ名義作品の発表。12月15日には、世界初のインターネットライブ『GIZA studio R&B PARTY at the"Hills パン工場" ［堀江］vol.1 』において、初のライブ出演を行う。[1]
- 2002年3月13日発売のCDシングル『夢みたあとで』がオリコンシングルチャート6位を記録、自身が手がけた曲のうちで最高順位となる。夏には『MAI-K & FRIENDS HOTROD BEACH PARTY』に出演。[2]
- 2003年7月17日、GIZA studioの本社ビル「GIZA hills（現・HORIE HILLS）」地下2階にあるhillsパン工場・ライブハウスで開催された生沢佑一のライブにゲスト出演。[3]
- 2009年12月31日に開催されたライブ『GARNET CROW Special Countdown Live 2009-2010』にて、MINIQLO結成を発表。
- 2013年のグループ解散後は現在に至るまで活動が無く、事実上の引退状態にある。

### デビュー以前
幼稚園の頃にエレクトーンを習い、その後高校時代までピアノを続ける。両親の影響でクラシックのレコードが家に豊富にあったため、クラシックに慣れ親しんで育つ。但しクラシックだけではなく、母親の影響で小椋佳やさだまさしなど、歌謡曲やニューミュージックも聴いていた。最も影響を受けたのは、来生たかおのオリジナリティのある声だったという。部活などは一切していなかったが、合唱部の先生の推薦で大会の時だけ呼ばれて参加して歌うなど、その当時から歌唱の才能を評価されていた。学生時代には作曲を行っていたが、あくまで趣味の一つとしてであった。音楽を職業にするということは、全く考えていなかったという。しかし作曲で通っていたスタジオ関係者のつてで事務所の関係者と知り合い、その後加入した。
その後、音楽制作にかかわる仕事を志向するようになるが、表に出て行くというよりもスタッフサイドのディレクター的な仕事を希望してビーイングに入社、入社すぐに倉木麻衣のデビュー準備のためデモ制作スタッフとして招集され、招集されたメンバーで1999年の秋、GARNET CROWを結成。当時はGARNET CROWの中では唯一の新人であり、本格的な作曲・ボーカルとしての音楽活動はこの時期からとなる。自身は全く歌うつもりはなかったが、曲を書いた際に特徴的な声をメンバーから「この声はいいよ、これでいこう」と薦められたこと、また「歌える人間がいないから」という理由のためにボーカル担当となる。1999年12月4日、GARNET CROWの作曲・ボーカル担当としてインディーズデビュー。

## 作品

### アルバム
- GIZA studio R&B RESPECT Vol.1 -six sisters selection-（2001年12月5日、GZCA-5006）
- GIZA studio MAI-K & FRIENDS HOTROD BEACH PARTY（2002年7月17日、GZCA-5017）
- TAK MATSUMOTO（B'z）「THE HIT PARADE」（2003年11月26日、BMCV-8009）
- Christmas Non-Stop Carol（2010年12月1日、GZCA-5299）

### DVD
- GIZA studio R&B PARTY at the"Hills パン工場" ［堀江］vol.1（2002年2月14日、BMBD-7005）
- GIZA studio MAI-K & FRIENDS HOTROD BEACH PARTY Vol.1 〜2002夏〜（2002年11月6日、ONBD-7019）

### 書籍
- ジェイロックマガジン社編『GIZA studio MAI-K & FRIENDS HOTROD BEACH PARTY Vol.1 〜Book Edition 2002〜』、株式会社ジェイロックマガジン社、2002年10月23日。（ISBN 4-916019-33-4 C0073、JRZ-1007）
- THURSDAY LIVE BOOK STAFF編『THURSDAY LIVE -TRACKS OF THREE YEARS-』、株式会社ジェイロックマガジン社、2006年8月1日。（ISBN 4-916019-45-8 C0073、JRZ-8024）
  - 2003年7月17日“OLDIES NIGHT”（メイン：生沢佑一 ゲスト：中村由利、宇徳敬子）の詳細な公演記録が収録されている。

#### 関連書籍
- GARNET CROW『GARNET CROW photoscope 2005 〜5th Anniversary〜』、株式会社ジェイロックマガジン社、2005年1月21日。（ISBN 4-916019-41-5 C0073）
  - 中村自身の生い立ちや、GARNET CROWに加入する以前の状況などについて、インタビューが収録されている。

### 作曲提供
- 三枝夕夏 IN db「Graduation」
- ZARD「止まっていた時計が今動き出した」
- 岩田さゆり「空色の猫」（作詞はAZUKI七、編曲は古井弘人と、GARNET CROWと同じ形態で提供し、GARNET CROWが2005年10月26日に発売したベストアルバム『Best』にて中村の歌唱でセルフカバーしている。）

### コーラス参加
- ZARD「グロリアス マインド」「止まっていた時計が今動き出した」「フォトグラフ」
- 三枝夕夏 IN db「Graduation」
- イミテイション・ゴールド（C/W 私は風）（2003年10月8日、BMCV-5005）

## ライブ
GARNET CROWとしての出演は、GARNET CROWのページに詳しい。

### 他アーティストと共同出演
- GIZA studio R&B PARTY at the"Hills パン工場"［堀江］vol.1
  - 2001年12月25日：hills パン工場（ネットワークライブ）
- MAI-K & FRIENDS HOTROD BEACH PARTY
  - ビーチサイドライブ
    - 2002年7月26日：淡路夢舞台
    - 2002年7月30日：逗子マリーナ

  - ホールライブ
    - 2002年8月26日：北海道厚生年金会館
    - 2002年9月2日：名古屋センチュリーホール
    - 2002年9月10日：福岡サンパレス

### ゲスト出演
- THURSDAY LIVE at hills パン工場　"OLDIES NIGHT"
  - 2003年7月7日：hills パン工場

- What a beautiful memory (ZARD)